# Cynopterus brachyotis
Cynopterus brachyotis е вид бозайник от семейство Плодоядни прилепи (Pteropodidae). Среща се в Югоизточна Азия.

## Разпространение
Видът е разпространен във Виетнам, Източен Тимор, Индия (Андхра Прадеш, Бихар, Гоа, Карнатака, Махаращра, Нагаланд и Тамил Наду), Индонезия (Сулавеси и Суматра), Камбоджа, Китай, Лаос, Малайзия, Мианмар, Сингапур, Тайланд и Шри Ланка.